# John Bolton
John Robert Bolton, född 20 november 1948 i Baltimore, Maryland, är en amerikansk diplomat, advokat och republikansk politiker. Den 23 mars 2018 tillkännagav USA:s president Donald Trump att Bolton skulle ersätta H.R McMaster som USA:s nationella säkerhetsrådgivare. Bolton tillträde posten den 9 april 2018 och lämnade posten 10 september 2019.
Bolton var tidigare USA:s FN-ambassadör från den 1 augusti 2005 till den 9 december 2006. President George W. Bush tillsatte Bolton till posten när kongressen hade uppehåll och därmed kunde Bolton tillträda på posten trots att hans postering ännu inte blivit bekräftad av senaten. När demokraterna vann en majoritet i senaten i mellanårsvalet 2006 förväntades Bolton inte kunna bli bekräftad av senaten. Vita huset meddelade den 4 december 2006 att Bolton skulle avgå som FN-ambassadör och han avgick formellt den 31 december samma år.  
Bolton är känd för att ha varit en ledande förespråkare av Irakkriget och för att ha gjort en rad kontroversiella uttalanden om bland annat Nordkorea, Iran och FN. Ideologiskt beskrivs han ofta som neokonservativ. Kritiker av Bolton anklagar honom ofta för att vara en krigshök.
Mellan mars 2018 och september 2019 var Bolton nationell säkerhetsrådgivare i Regeringen Trump. Han avgick den 10 september på grund av konflikter med presidenten i utrikesfrågor, som hållningen mot Iran, Nordkorea, Afghanistan och Ukraina. Han skrev efter det en bok om sina upplevelser som säkerhetsrådgivare, som publicerades juni 2020 under namnet The Room Where It Happened.